# John Storer (Musiker)
John Storer (* 18. Mai 1858 in Hulland; † 1. Mai 1931 in Berwick-upon-Tweed) war ein britischer Organist und Komponist.

## Leben
Storer war Chorsänger an der Ashbourne Parish Church und All Saints in Scarborough. Er war Schüler von John Naylor und wirkte dann an verschiedenen Kirchen als Organist, so an St. Michael’s in Whitby (1879–81), an der Scarborough Parish Church (1882–85), der Folkestone Parish Church (1885–88), der Redemptoristenkirche St. Mary’s (1888–91) und St. Patrick’s in London, an St. Mary’s in Sheffield (1904–06) und an der Holy Trinity Cathedral in Waterford (1906–16). Von 1891 bis 1896 war er musikalischer Leiter an der Londoner Opera Comique. Daneben unterrichtete er liturgischen Gesang am St. John’s Ecclesiastical College in Waterford. Als Komponist trat er mit Messen, Anthems und Klavierwerken hervor.